# Mingo Junction
Pour les articles homonymes, voir Junction (homonymie).
Mingo Junction est un village du comté de Jefferson dans l'État américain de l'Ohio, sa population était de 3 454 habitants lors du recensement de 2010.

## Géographie
Mingo Junction se trouve dans le fuseau horaire de l'Est, son altitude moyenne est de 243 mètres. Selon le Bureau du recensement, le village possède une superficie totale de 7,41 km2 dont 6,97 km2 de terre et 0,44 km2 d'eau.

## Histoire
Mingo Junction tire son nom des Mingos, une tribu amérindienne qui avait autrefois une colonie à l'emplacement du village actuel. Connu à l'origine sous le nom de Mingo Bottom ou Mingo Town, le village a été le point de départ de l'expédition Crawford, une campagne contre les Indiens hostiles en 1782, durant la guerre d'indépendance des États-Unis.
En 1770, George Washington entreprend une expédition pour explorer la vallée de l'Ohio. Le 22 octobre, il campe la nuit dans ce qui est alors connu sous le nom de Mingo Town, qu'il décrit comme venteuse et froide avec environ 20 habitations et 70 habitants de la Confédération iroquoise. Washington écrit un compte rendu complet de ses observations dans un journal conservé à la bibliothèque du Congrès.
Mingo Junction est fondée vers 1869 lors de la mise en chantier d'une ferronnerie.
En 1900, sa seule industrie était une aciérie appartenant à Carnegie Steel Company.
Les scènes du film Voyage au bout de l'enfer censées se dérouler en Pennsylvanie ont été tournées en réalité à Mingo Junction.